# Homero Batista
Homero Baptista (São Borja, 30 de janeiro de 1861 — Rio de Janeiro, 14 de outubro de 1924) foi um político brasileiro.

## Carreira
Formou-se na Faculdade de Direito de São Paulo. Como jornalista especializou-se em assuntos econômicos. Foi deputado federal, Ministro da Fazenda do governo de Epitácio Pessoa, de 28 de julho de 1919 a 15 de novembro de 1922 e presidente da Liga da Defesa Nacional.